# 432
432 је била преступна година.

## Догађаји
- Википедија:Непознат датум — Битка код Равене (432): Римске снаге под командом Флавија Аеција су поражене код Риминија (Италија) у бици. Његов ривал Бонифације је смртно рањен и умире неколико дана касније. Аеције бежи у Далмацију и тражи уточиште код Хуна
- Себастијан, Бонифацијев зет, постаје врховни командант (магистер милитум) западноримске војске. Царица Гала Плацидија му даје значајан утицај на царску политику.
- Хуне уједињује краљ Ругила на Угарској равници. Он тражи годишње мировне исплате од Источног римског царства.
- Базилику Свете Сабине на Авентину (Рим) завршава јереј Петар из Илирије.
- 27. јул – Папа Целестин I умире након десетогодишње владавине у којој је водио енергичну политику против несторијанства. Наследио га је папа Сикст III као 44. римски епископ.
- Свети Патрик, мисионар римског порекла у Британији, посвећен је за епископа и преводи Ирце у хришћанство до своје смрти око 460. године.
- 25. децембар – Божић се први пут празнује у Александрији

## Смрти
- Википедија:Непознат датум — Свети Келестин - хришћански светитељ.